# Smyczyk obrzeżony
Smyczyk obrzeżony (Megalotomus junceus) – gatunek pluskwiaka z podrzędu różnoskrzydłych i rodziny smyczykowatych. Zamieszkuje palearktyczną Eurazję od Europy Zachodniej po Daleki Wschód.

## Taksonomia
Gatunek ten opisany został po raz pierwszy w 1763 roku przez Giovanniego Antonia Scopoliego pod nazwą Cimex junceus. Jako lokalizację typową wskazano Lublanę w Słowenii. W rodzaju Megalotomus umieszczony został w 1860 roku przez Franza Xavera Fiebera, a jego gatunkiem typowym, pod synonimiczną nazwą Alydus limbatus, wyznaczony został w 1912 roku przez Wasilija Oszanina.

## Morfologia
Pluskwiak o wydłużonym, wąskim i pośrodku przewężonym ciele długości od 11 do 12 mm. Ciało porasta krótkie i odstające owłosienie. Głowa jest brązowoczarna, szeroka, trójkątna w zarysie, zaopatrzona w wyłupiaste oczy złożone i czerwonawe przyoczka. Czułki są czarne, bardzo długie, zbudowane z czterech walcowatych członów, spośród których pierwszy jest dłuższy od jednakowo długich drugiego i trzeciego, a czwarty jest najdłuższy, dłuższy niż drugi i trzeci razem wzięte i lekko ku dołowi zakrzywiony. Przedplecze jest brązowoczarne, o kątach tylno-bocznych zaopatrzonych w wyraźne kolce. Tarczka jest trójkątna, barwy przedplecza z zażółconym wierzchołkiem. Półpokrywy są brązowe do czarnobrązowych z żółto rozjaśnionymi zewnętrznymi krawędziami przykrywek. Listewka brzeżna odwłoka jest wąska, ubarwiona czarno z jasnymi, żółtawymi plamkami. Odnóża są bardzo długie, o walcowatych udach tylnej pary wyposażonych w kilka kolców na odsiebnych odcinkach tylnych krawędzi. Golenie są zwykle czerwonobrązowe z czarnymi szczytami, pozostałe części odnóży zaś czarne.

## Ekologia i występowanie
Owad ten zasiedla stanowiska otwarte, ciepłe i suche, zwłaszcza o podłożu wapiennym. Spotykany jest na murawach kserotermicznych, ugorach i przytorzach. Zarówno larwy jak i postacie dorosłe są fitofagami ssącymi soki roślinne. Do ich roślin pokarmowych należą: janowiec barwierski, komonica zwyczajna, koniczyny, szczodrzeńce, turzyca sztywna i żarnowiec miotlasty. Poza tym osobniki dorosłe ssą padlinę i odchody celem pozyskania substancji mineralnych.
Aktywne osobniki spotyka się od lipca do października, przy czym postacie dorosłe pojawiają się w sierpniu. Zimowanie odbywa się w stadium jaja.
Gatunek o rozmieszczeniu transpalearktycznym. W Europie znany jest z Francji, Niemiec, Szwajcarii, Austrii, Włoch, Polski, Czech, Słowacji, Węgier, Ukrainy, Rumunii, Bułgarii, Słowenii, Chorwacji, Bośni i Hercegowiny, Czarnogóry, Serbii, Macedonii Północnej oraz europejskiej części Rosji. W Azji zamieszkuje Syberię, Rosyjski Daleki Wschód, Kazachstan, Iran, Mongolię, Chiny i Koreę.
W Polsce jest owadem rzadko spotykanym, znanym z pojedynczych stanowisk w pasie wyżyn, głównie z południowego wschodu kraju. Na „Czerwonej liście gatunków zagrożonych Republiki Czeskiej” umieszczony jest jako gatunek krytycznie zagrożony wymarciem (CR).